# Tarvin
Tarvin är en ort och civil parish i Storbritannien.   Den ligger i kommunen Cheshire West and Chester i riksdelen England, i den södra delen av landet, 260 km nordväst om huvudstaden London. Tarvin ligger 40 meter över havet och antalet invånare är 2 358.
Terrängen runt Tarvin är platt, och sluttar västerut. Runt Tarvin är det tätbefolkat, med 266 invånare per kvadratkilometer. Närmaste större samhälle är Chester, 8,4 km väster om Tarvin. Trakten runt Tarvin består i huvudsak av gräsmarker.